# Jean Mansel
Pour les articles homonymes, voir Mansel.
Jean Mansel, né vers 1400 probablement à Hesdin dans l'Artois, mort vers 1473 dans la même ville, est un historiographe du XVe siècle, écrivant en moyen français.

## Vie et œuvre
Il fut, à la suite de son père, un administrateur au service des ducs de Bourgogne : receveur particulier des aides d'Artois à Hesdin ; receveur général de la ville et châtellenie d'Hesdin en 1448. Il fut relevé de ses fonctions par Charles le Téméraire le 10 août 1470 en raison de « son ancien eage et de la foiblesse et debilitation de sa personne ».
Ses fonctions le plaçaient dans l'entourage du duc Philippe le Bon. C'est pour lui qu'il composa une compilation intitulée Histoires romaines, achevée le 19 novembre 1454. C'est l'histoire de Rome des origines jusqu'au règne de Domitien. Mansel est parti de la traduction de Tite-Live par Pierre Bersuire, qu'il remanie et abrège à peine (et dont il élimine les innovations lexicales). Il a complété, selon ses propres dires dans le prologue, par une matière empruntée à Paul Orose, Lucain, Salluste et Suétone. Il a beaucoup utilisé la compilation du XIIIe siècle intitulée Li Fet des Rommains compilez ensemble de Saluste, de Suetoine et de Lucan.
Jean Mansel composa d'autre part une compilation d'histoire universelle intitulée La Fleur des Histoires, dont le récit s'étend de la Création du monde jusqu'au règne du roi de France Charles VI. En fait, ce texte existe en deux versions successives : une première rédaction organisée en trois livres qui a précédé les Histoires rommaines (datant d'entre 1446 et 1451) ; une seconde rédaction plus longue en quatre livres, dont la principale innovation consiste à remplacer le segment d'histoire romaine de la première par le texte des Histoires rommaines, comme livre II (avec quelques remaniements et l'ajout d'un chapitre). Le reste est un mélange d'histoires bibliques et profanes, de Vies de saints et des chroniques de l'Histoire de France. Il a exploité, entre autres, l'œuvre de Jean Wauquelin (et donne un abrégé du Girart de Roussillon en prose).
Les Histoires rommaines comme texte indépendant sont conservées dans deux manuscrits (Paris, Bibliothèque de l'Arsenal, Ms 5087-5088, l'exemplaire offert à Philippe le Bon en 1454 ; Bibliothèque municipale de Besançon, Ms. 851-852 ). De la Fleur des Histoires (les deux versions) subsistent quarante-neuf manuscrits, parfois luxueux, témoignant du goût que manifesta la noblesse de la fin du XVe siècle pour cet ouvrage. Mais on n'en connaît aucune édition imprimée.
Jean Mansel est également l'auteur d'une traduction en moyen français de la Vita Christi de Ludolphe le Chartreux.